# Lupin (serial telewizyjny 2021)
Lupin – francuski serial z gatunku thriller, którego twórcami są George Kay oraz François Uzan. Serial miał swoją premierę na platformie Netflix. Seria składa się z 10 odcinków, z których pięć opublikowano 8 stycznia 2021, a pozostałe 11 czerwca tego samego roku.
Głównym protagonistą serii jest Assane Diop, człowiek, którego inspirację do zemsty stanowią przygody złodzieja o imieniu Arsène Lupin.
Pierwszej część sezonu, składającej się z 5 odcinków, nadano podtytuł Dans L'Ombre D'Arsène. Serial stał się hitem platformy plasując się na pierwszym miejscu najchętniej oglądanych pozycji w wielu krajach na całym świecie.
Trzecia część sezonu, składająca się z 7 odcinków wyszła w czwartek - 5 października 2023 roku.

## Fabuła
Złodziej Assane Diop jest jedynym synem imigranta z Senegalu przybyłego do Francji szukając lepszego życia dla swojego dziecka. Po tym jak ojciec Assane'a zostaje fałszywie oskarżony o kradzież drogiego diamentowego naszyjnika przez swojego pracodawcę, bogatego i wpływowego Huberta Pellegrini, wiesza się w więziennej celi. 25 lat później, zainspirowany książką o dżentelmenie-złodzieju, Arsène Lupinie, którą otrzymał niegdyś od ojca, Assane postanawia zemścić się na Pellegrinim i jego rodzinie, wykorzystując swoją charyzmę, mistrzostwo w sztuce kradzieży, zakradania się i kamuflażu by obnażyć Pellegriniego i jego przestępstwa.

## Obsada
- Omar Sy jako Assane Diop[5][6]
- Vincent Londez jako kapitan Romain Laugier[6]
- Ludivine Sagnier jako Claire[5][6]
- Clotilde Hesme jako Juliette Pellegrini[5][6]
- Nicole Garcia jako Anne Pellegrini[5][6]
- Hervé Pierre jako Hubert Pellegrini[5][6]
- Soufiane Guerrab[5] jako Youssef Guedira[6]
- Antoine Gouy[5] jako Benjamin Ferel[6]
- Etan Simon jako Raoul[5]
- Shirine Boutella[5]
- Fargass Assandé jako Babakar Diop[6]

## Produkcja
Twórcami serii są George Kay i François Uzan. Za reżyserię odpowiadali Louis Leterrier oraz Marcela Said. Seria ta jest współczesną adaptacją przygód złodzieja-dżentelmena Arsène Lupina, autorstwa Maurice Leblanca.
Zdjęcia do serialu wykonano przede wszystkim w Paryżu, także wewnątrz Luwru. Inne lokalizacje, jakie wykorzystano w trakcie zdjęć to m.in. Musée Nissim de Camondo, które posłużyło jako posiadłość Pellegrino; Ogród Luksemburski w Paryżu, pobliże Fontaine de l’Observatoire, 3. Urząd Miejski zlokalizowany na Rue Eugène Spuller w Paryżu, Pont des Arts, więzienie Maison d’arrêt de Bois-d’Arcy czy też miejscowość Étretat w departamencie Sekwana Nadmorska. 
Zdjęcia do pozostałych pięciu odcinków zostały ukończone przed styczniem 2021 roku i ich premiera zaplanowana została na lato 2021 roku.

### Odcinki
| #                     | Tytuł                              | Reżyseria             | Scenariusz                                | Premiera              |
| Dans L'Ombre D'Arsène | Dans L'Ombre D'Arsène              | Dans L'Ombre D'Arsène | Dans L'Ombre D'Arsène                     | Dans L'Ombre D'Arsène |
| --------------------- | ---------------------------------- | --------------------- | ----------------------------------------- | --------------------- |
| 1                     | Chapter 1 - Le Collier de la reine | Louis Leterrier       | George Kay                                | 8 stycznia 2021       |
| 2                     | Chapter 2 - L'Illusion             | Louis Leterrier       | George Kay, François Uzan                 | 8 stycznia 2021       |
| 3                     | Chapter 3 - Le Commissaire Dumont  | Louis Leterrier       | François Uzan                             | 8 stycznia 2021       |
| 4                     | Chapter 4 - Volte-face             | Marcela Said          | George Kay, François Uzan, Eliane Montane | 8 stycznia 2021       |
| 5                     | Chapter 5 - Étretat                | Marcela Said          | George Kay, François Uzan                 | 8 stycznia 2021       |
| Część druga           |                                    |                       |                                           |                       |
| 6                     | Chapter 6                          | Ludovic Bernard       | George Kay, François Uzan                 | 11 czerwca 2021       |
| 7                     | Chapter 7                          | Ludovic Bernard       | George Kay, François Uzan                 | 11 czerwca 2021       |
| 8                     | Chapter 8                          | Hugo Gélin            | George Kay, François Uzan                 | 11 czerwca 2021       |
| 9                     | Chapter 9                          | Hugo Gélin            | George Kay, François Uzan                 | 11 czerwca 2021       |
| 10                    | Chapter 10                         | Hugo Gélin            | George Kay, François Uzan                 | 11 czerwca 2021       |

## Odbiór
W serwisie Rotten Tomatoes 98% z 43 recenzji pierwszej serii uznano za pozytywne. Podsumowanie recenzji w serwisie określa serię jako „wciągający thriller szpiegowski, który nie tylko dorównuje materiałowi źródłowemu, ale wręcz go przerasta”. W serwisie Metacritic średnia ocena krytyków tego sezonu wyniosła 82 na 100 punktów, na podstawie ośmiu recenzji. 
Lupin jest pierwszym serialem francuskim, który znalazł się w pierwszej dziesiątce najchętniej oglądanych seriali na platformie Netflix w Stanach Zjednoczonych, 10 stycznia 2021 roku osiągając 3. miejsce, a ostatecznie docierając do pierwszego miejsca tej listy. Na pierwszym miejscu najchętniej oglądanych seriali w serwisie znalazł się także we Francji, Niemczech, Austrii, Włoszech, Hiszpanii, Danii, Szwecji, Kanadzie, Brazylii, Argentynie i Afryce Południowej.
Oszacowano, że do 31 stycznia 2021 seria została obejrzana przez 70 milionów kont na świecie.